# Alpine A110 (2017)
Pour A110 Berlinette, voir Alpine A110.
L'Alpine A110 est un coupé sportif du constructeur automobile français Alpine, présenté en mars 2017, pour une commercialisation en mars 2018. Il marque la renaissance de la marque Alpine (propriété de Renault), plus de 60 ans après sa création en 1955, et plus de 20 ans après sa disparition en 1995. L'A110 est la seconde génération d'Alpine à porter ce nom.
Le 15 décembre 2017, la production de l'Alpine A110 démarre officiellement avec l'inauguration de la ligne de production par Carlos Ghosn et Bruno Le Maire, ministre de l'Économie.

## Historique

### Renaissance d'Alpine
Le constructeur français de voiture de sport Alpine, fondé par le pilote Jean Rédélé (1922-2007) en 1955, puis disparu en 1995, renaît en 2017 à l'occasion du lancement du nouveau coupé de la marque. Cette relance est officiellement annoncée 5 novembre 2012, mais elle a été initiée bien plus tôt par Carlos Tavares (devenu entre-temps président du directoire du Groupe PSA). Approuvée par le PDG de Renault Carlos Ghosn, elle est matérialisée par la série de concept cars Renault, puis Alpine :
- Renault DeZir en 2010 ;
- Renault Alpine A110-50 en 2012 (à l'occasion des 50 ans de l'Alpine A110, qui a fait la renommée de la marque) ;
- Alpine Célébration en 2015 (pour les 60 ans d'Alpine) ;
- Alpine Vision en 2016, qui préfigure de façon assez fidèle le design de l'Alpine A110.

Différentes Alpines A110
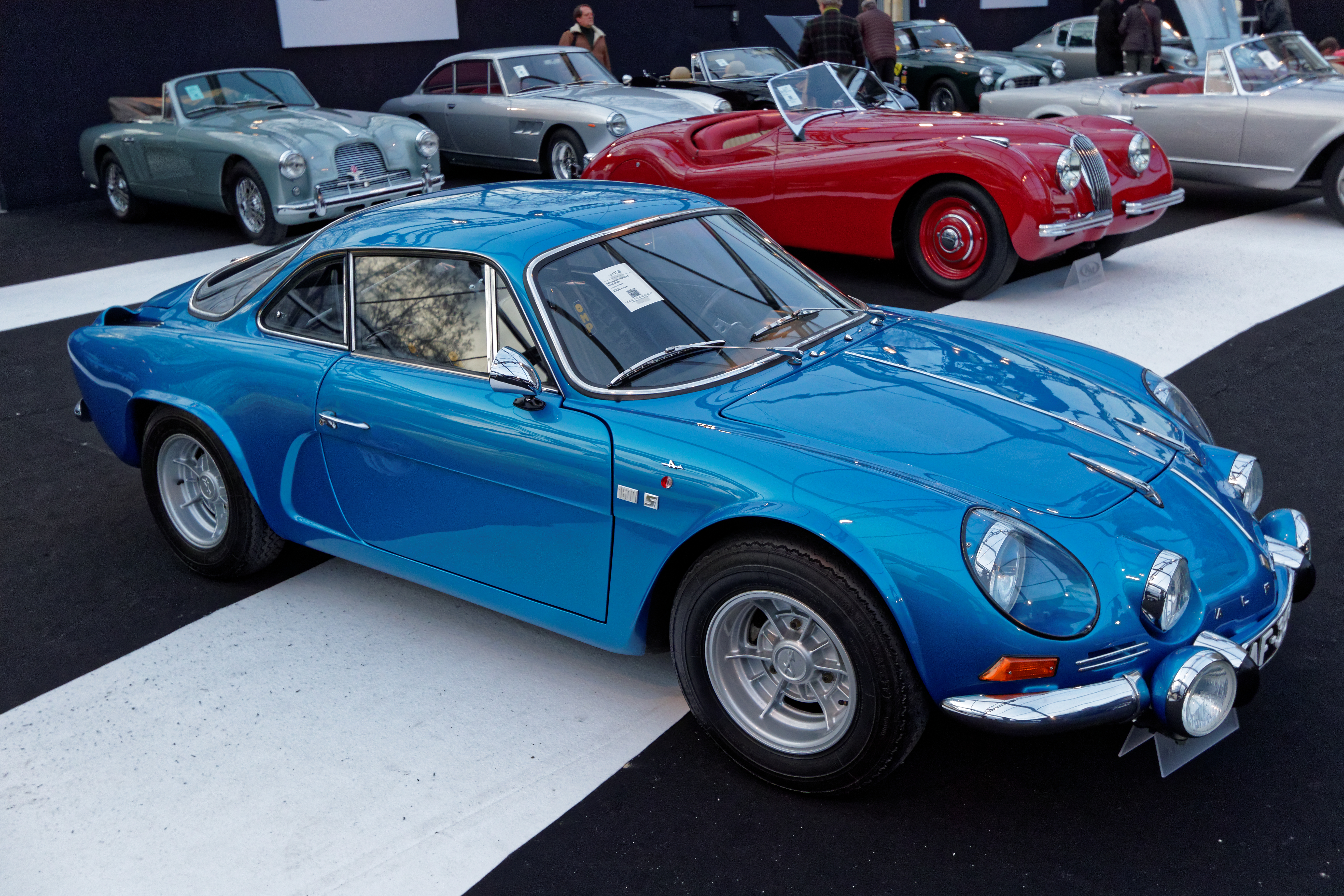
Alpine A110 (1962)
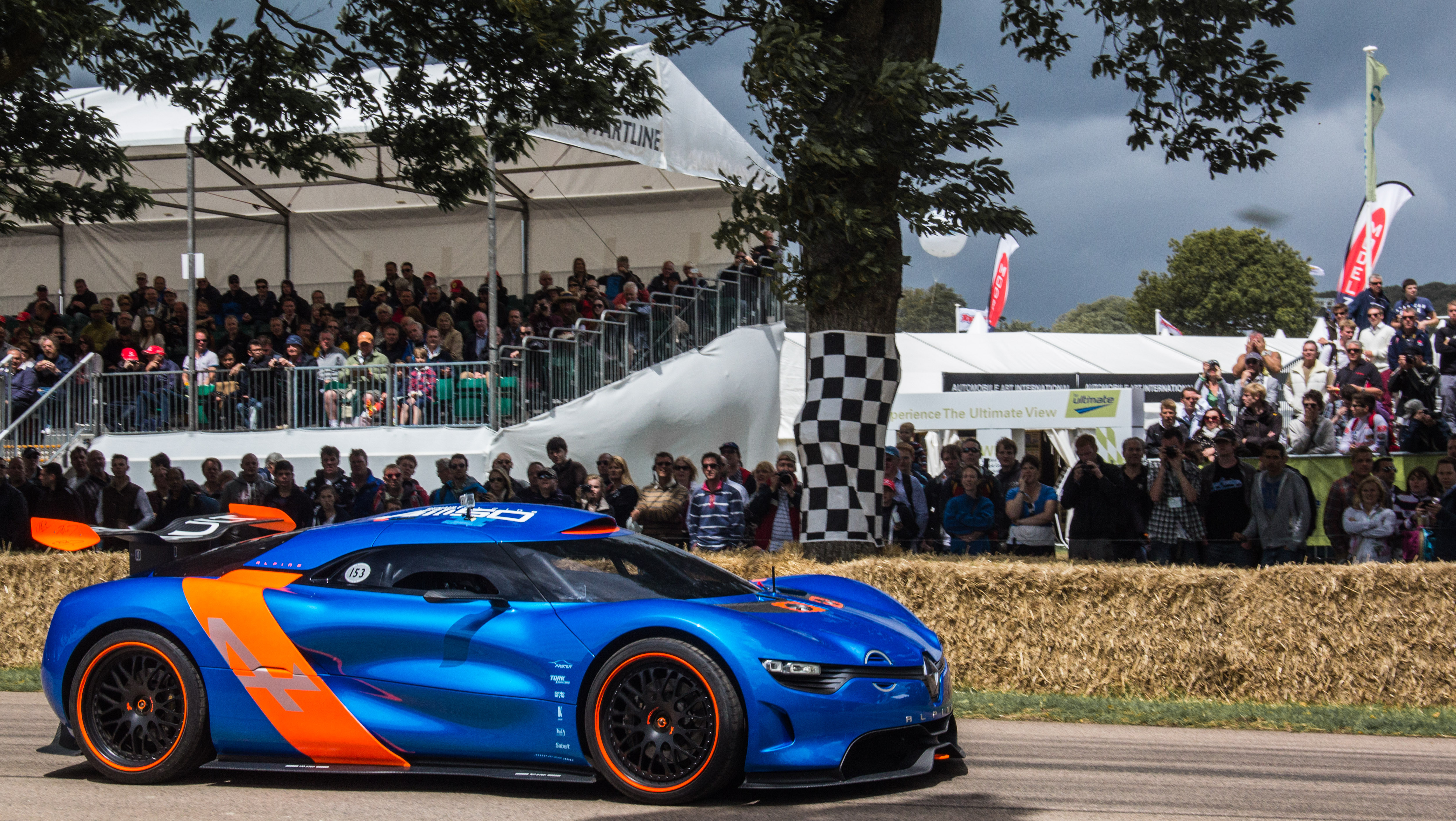
Renault Alpine A110-50 (2012)
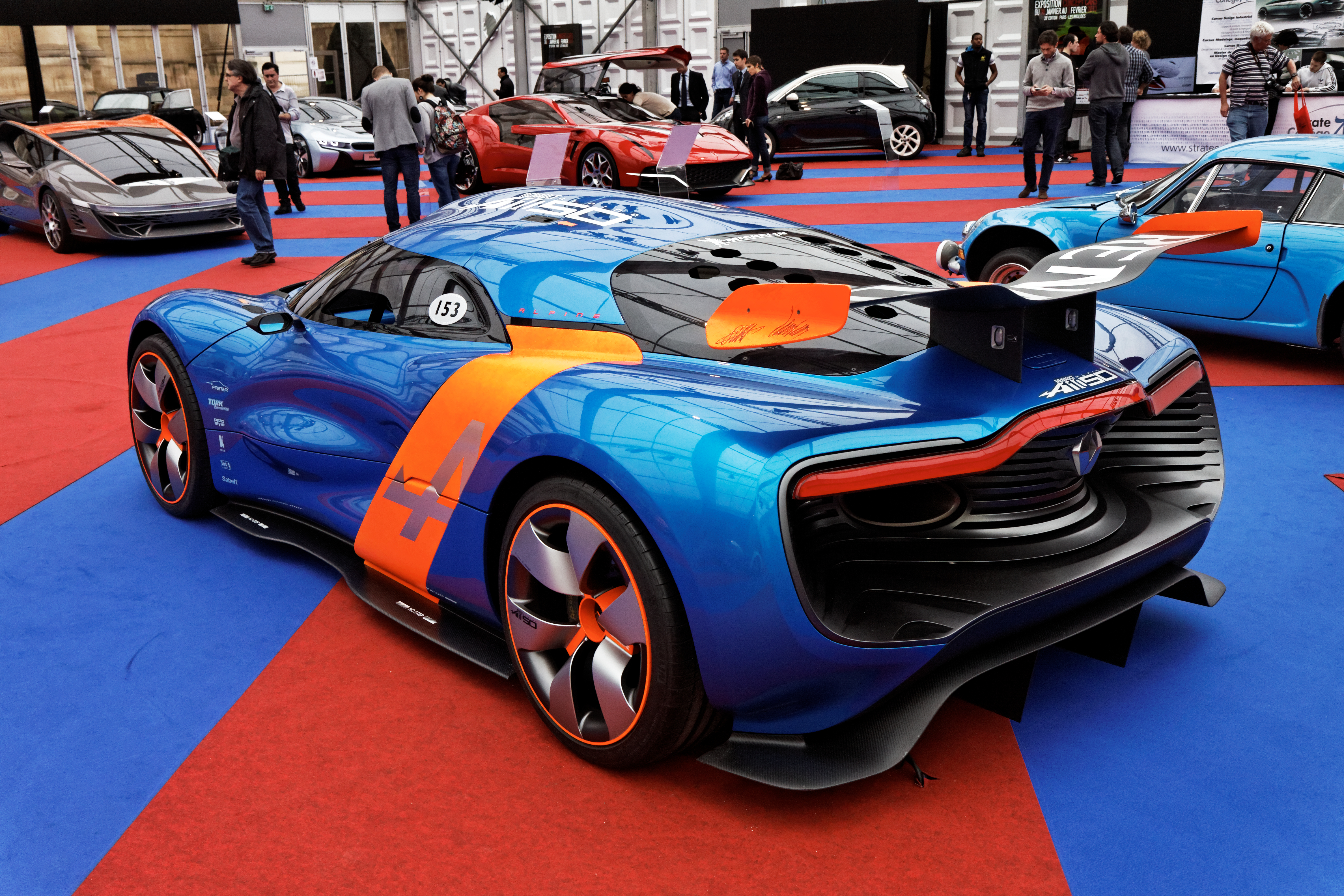
Renault Alpine A110-50 (2013)
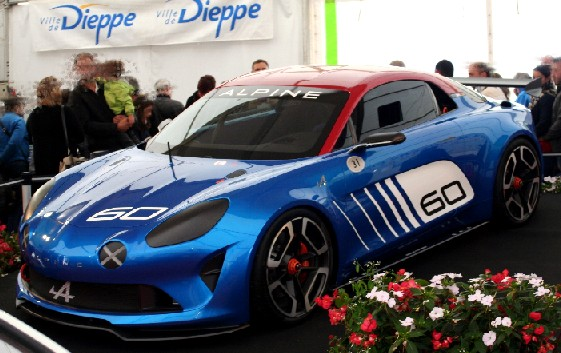
Alpine Célébration (2015)
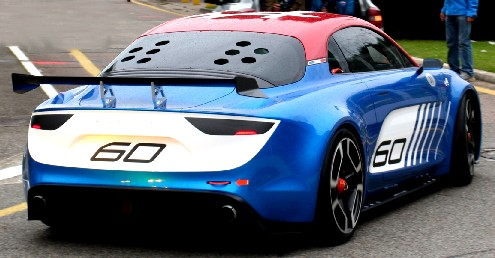
Alpine Célébration (2015)
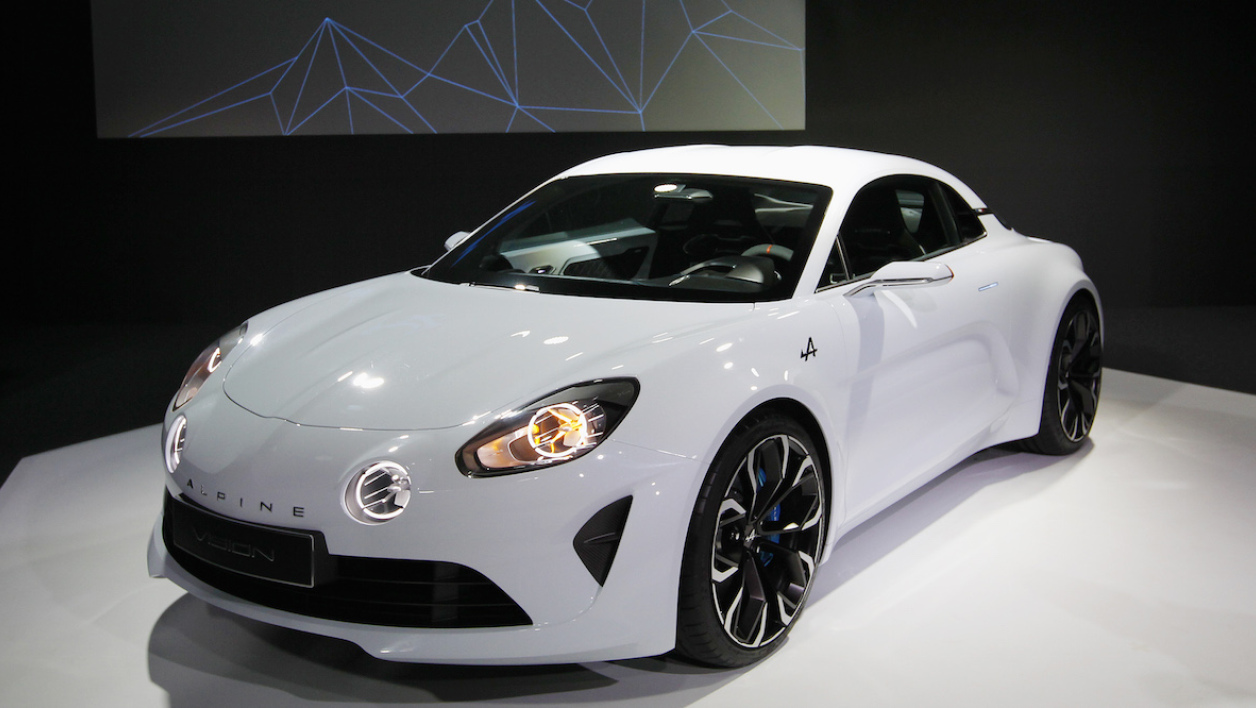
Alpine Vision (2016)
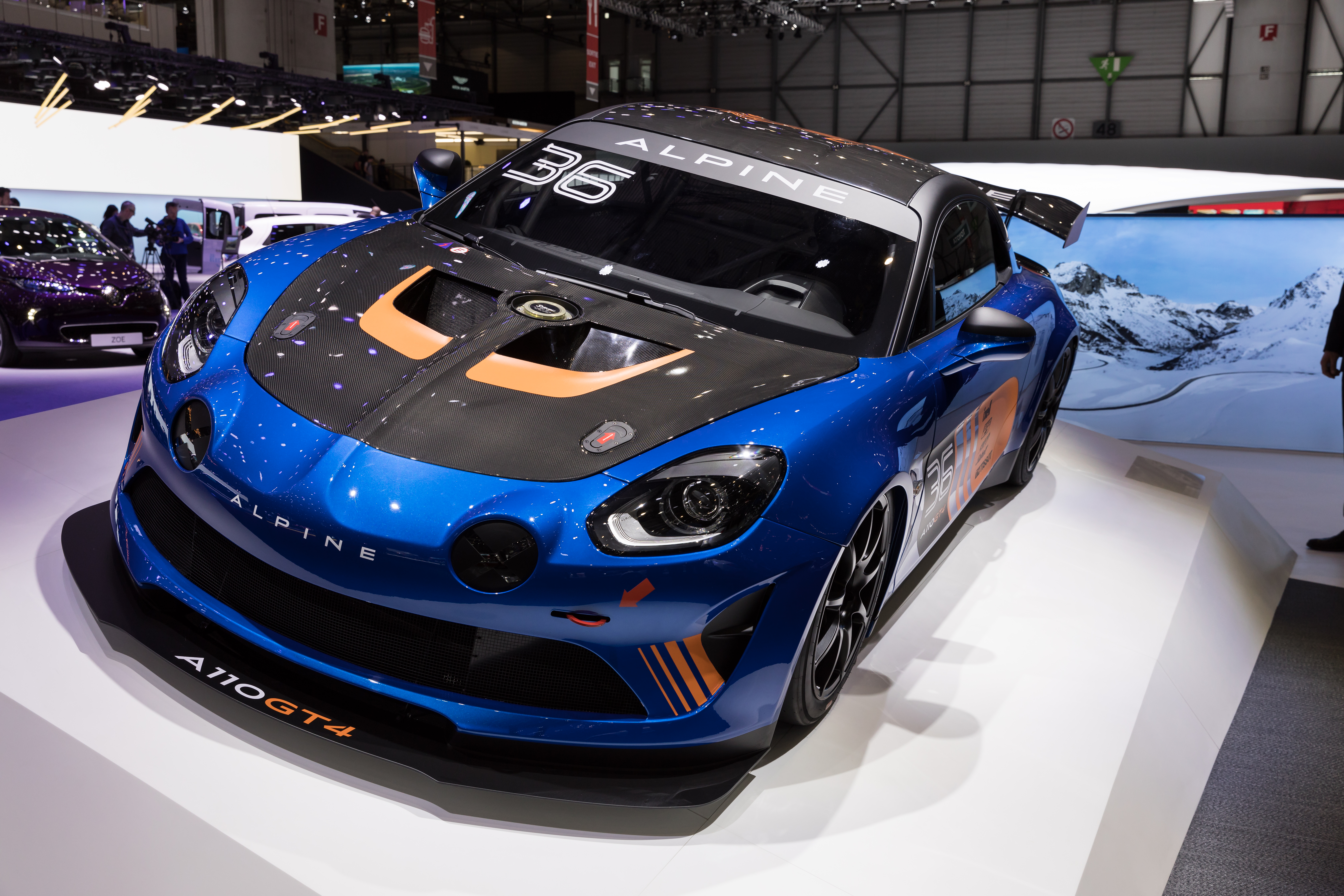
A110 GT4

Cette renaissance prend également la forme d'un engagement de la marque dans le championnat European Le Mans Series en 2013 et 2014 via l'écurie Signatech-Alpine, puis en Championnat du monde d'endurance FIA à partir de 2015, dans la catégorie LMP2, avec la même écurie. Alpine a remporté la saison 2013 du championnat European Le Mans Series et le trophée Endurance FIA LMP2 en WEC.

### Présentation
L'Alpine A110 est officiellement présentée le 7 mars 2017 sur le stand Alpine du Salon de Genève.
La nouvelle Alpine ne porte pas le nom Renault, propriétaire de la marque. En effet, la marque Alpine est la marque premium et sportive du groupe Renault. Alpine fait le choix de reprendre la dénomination du mythique modèle de 1962, l'A110.
Cette nouvelle Alpine est importante pour la marque sportive, avec désormais pour directeur général Michael van der Sande, et directeur du design Anthony Villain. L'avenir de cette dernière est lié à la réussite de la nouvelle berlinette : en cas d'échec, la marque pourrait à nouveau disparaître alors qu'en cas de succès, une gamme complète pourrait être développée[réf. souhaitée].
Si en France la marque bénéficie d'une belle image, à l'étranger ce n'est pas le cas[non neutre]. Alpine devra donc séduire les clients étranger pour réussir cette renaissance. La marque vise par ailleurs 5 000 ventes par an selon certains journaux automobiles. Pourtant, les ventes sont de 2 200 exemplaires en 2018 et un peu moins du double l'année suivante. Les prévisions de production sont d'ailleurs divisées par plus de deux à l'usine de Dieppe pour l'année d'après, face, entre autres, à l'augmentation du malus écologique. Le modèle ne parvient pas à être rentable.

### Genèse

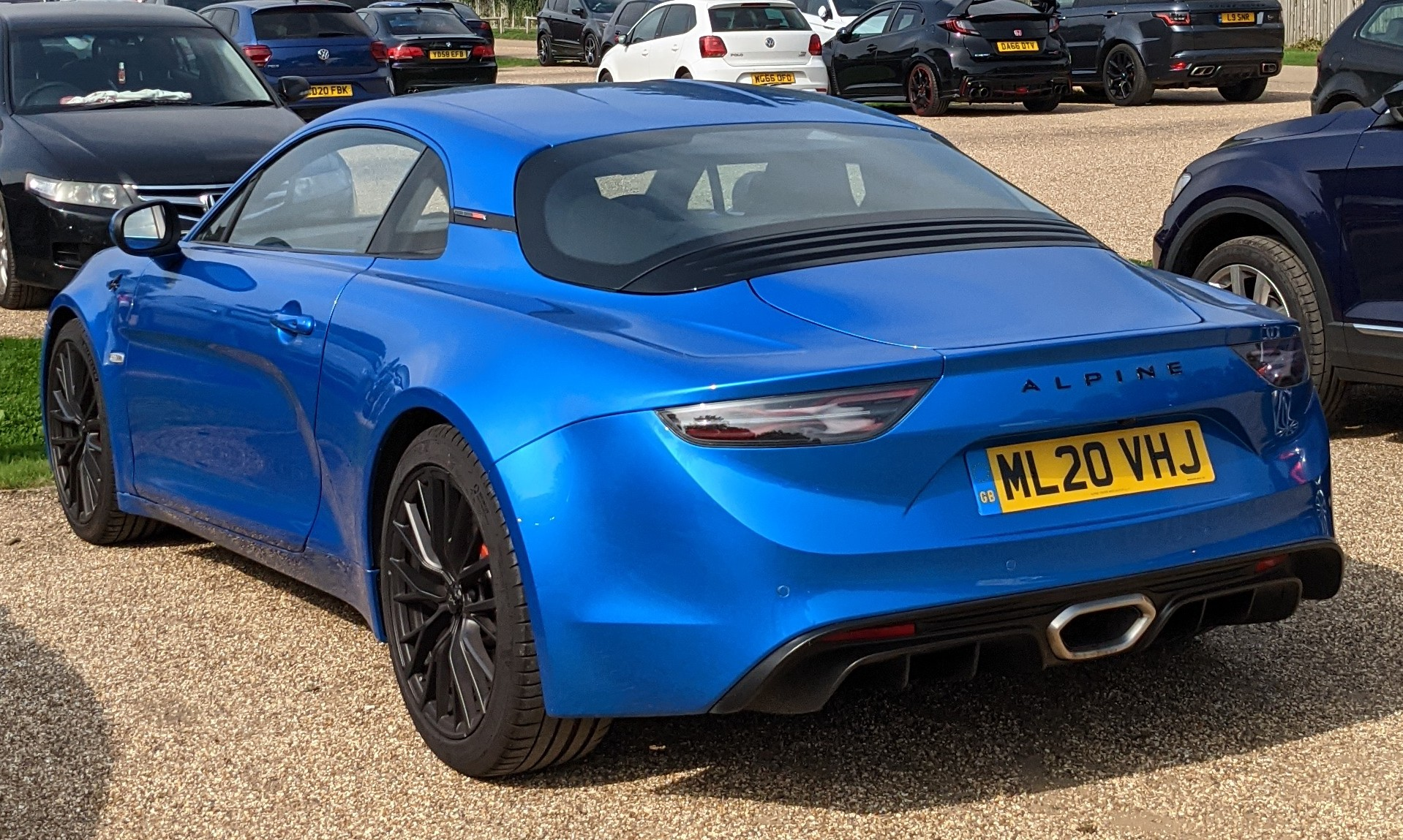
Alpine A110S

- 5 novembre 2012 : Lancement de la société Automobiles Alpine.
- 27 mai 2012 : Présentation du concept-car Renault Alpine A110-50 au Grand Prix automobile de Monaco.
- 13 juin 2015 : Présentation du concept-car Alpine Célébration aux 24 Heures du Mans.
- 16 février 2016 : Présentation de l'Alpine Vision au col de Turini à Monaco.
- 7 décembre 2016 : Lancement des pré-commandes des 1 955 premiers modèles sur internet.
- 7 mars 2017 : Exposition au Salon de Genève.
- 15 décembre 2017 : Lancement de la production de l'Alpine A110.
- 2 mars 2018 : Première livraison d'une Alpine A110, à Grenoble[8].

## Les différentes versions
L'Alpine A110 est actuellement disponible en trois niveaux de finitions : A110, GTS et R70.
Les finitions Pure et Légende, disponibles lors du lancement du modèle en 2017, suivent la production des 1 955 modèles Première Édition.

### 2017

#### Première Edition
Les pré-commandes sont ouvertes dès le 7 décembre 2016, via l'application Alpine, pour la série spéciale numérotée « Première Édition » disponible en 1 955 exemplaires, un clin d’œil à l'année de naissance de la marque, dans 13 pays. Les clients désirant acheter cette série spéciale doivent verser un acompte de 2 000 €, choisir leur numéro et la teinte de carrosserie qu'ils désiraient. Alpine annonce que tous les exemplaires ont été réservés en un week-end, mais elle ouvre les commandes classiques peu après. La totalité de la production est pré-réservée en trois jours. Dans le contrat, la marque conseille un prix de vente compris entre 55 000 et 60 000 € (pour la « Première Édition ») et annonce que les premières livraisons auront lieu à la fin de l'année 2017. En mars 2017, Alpine dévoile le tarif de l'Alpine A110 Première Édition : 58 500 €.
L'Alpine A110 Première Edition est disponible en trois coloris : Bleu Alpine, Blanc Solaire, et Noir Profond. Cette version est équipée de badges tricolores sur la carrosserie et dans l'habitacle, d'un échappement sport, de freins Brembo, de jantes en alliage de 18 pouces couleur noire mate, d'un pédalier en aluminium brossé, de sièges monocoques Sabelt en cuir matelassé, et du système audio Focal. Chaque exemplaire dispose d'une plaque numérotée, signe de la rareté de cette version.

### 2018

#### Pure
- Jantes dix branches 17 pouces.
- Sièges baquets allégés Sabelt.

#### Légende
- Jantes 17 pouces Noir diamanté brillant.
- Sièges confort.
- Radars de stationnement.
- Système Focal.

#### S
L'A110 S est présentée le 13 juin 2019 dans le paddock du circuit des 24 Heures du Mans.

### 2022

#### GT
- Pack Microfibre

#### S Pack Aéro
- Sièges microfibres
- Harnais
- Châssis Sport
- Aileron

#### R
Présentation officielle le 4 octobre 2022.
- Pièces spécifiques en carbone (pour alléger la voiture) :

- Jantes
- Sièges (harnais de série)
- Capot
- Toit
- Kit carrosserie spécifique appelé Kit Aéro comprend :

- Lame avant en carbone
- Aileron arrière en carbone

### Edition spéciales

#### Color Edition 2020
La Color Edition 2020 est basée sur A110 S et n'est disponible qu'en jaune tournesol. Elle est dotée du 4-cylindres d'une puissance de 292 ch.

#### S Bi-Ton Limitee
Série limitée à 24 exemplaires, uniquement proposée au Japon, sur une base d'A110S en trois configurations : Bleu Alpine toit Noir Profond, Bleu Abysse toit Gris Tonnerre ou Blanc Irisé toit Noir Profond.

#### GT «Jean Rédélé»

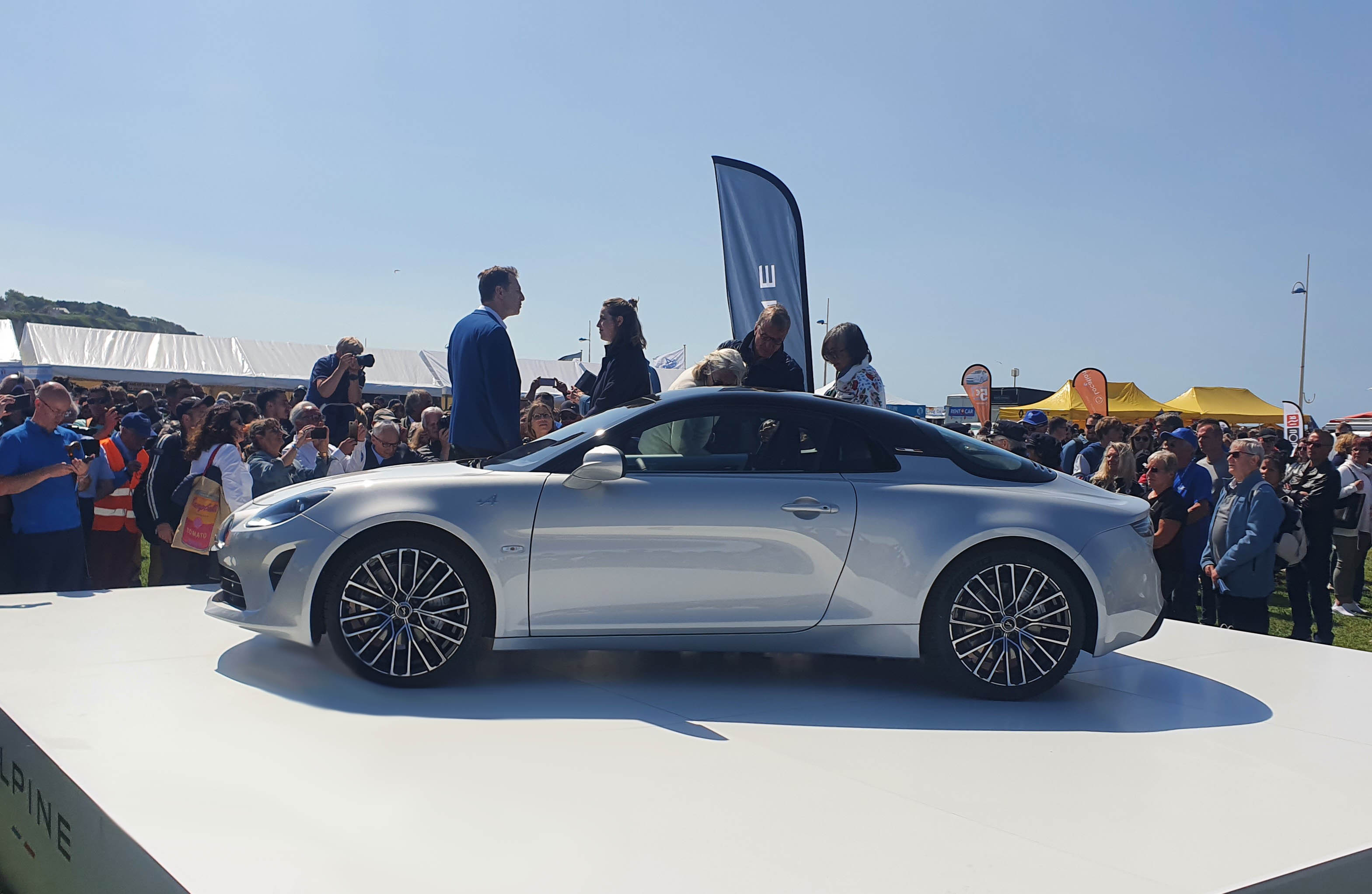
La GT « Jean Rédélé » présentée au rassemblement « 1000 Alpine pour les 100 ans de Jean Rédélé ».

La GT « Jean Rédélé » est présentée lors du rassemblement « 1 000 Alpine pour les 100 ans de Jean Rédélé », le 28 mai 2022 à Dieppe. Elle se distingue par son toit noir et une carrosserie gris Montebello, couleur préférée de Jean Rédélé, créateur d'Alpine, et apposée sur la première Alpine A110 vendue en janvier 1963. Elle est limitée à 100 exemplaires.

#### Tour de Corse 75
L'Alpine A110 Tour de Corse 75 est une série limitée lancée en juin 2022 et produite à 150 exemplaires. Elle rend hommage à l’A110 No 7 engagée sur le Tour de Corse 1975, et elle reprend sa livrée noire et jaune ainsi que des jantes Grand Prix blanches de 18 pouces.

#### R Fernando Alonso
Cette série limitée à 32 exemplaires dédiée au pilote automobile Fernando Alonso est dévoilée en octobre 2022, quelques jours après l'A110 R.

#### San Remo 73
En mars 2023, Alpine lance la série limitée San Remo 73 disponible à 200 exemplaires qui célèbre les 50 ans de la marque pour le rallye.

#### R Le Mans
L'A110 R Le Mans est une édition limitée à 100 exemplaires, produite en 2023 et qui célèbre le centenaire des 24 Heures du Mans.

#### S Enstone Edition
La série limitée A110S Enstone Edition est dévoilée à l’occasion du Grand Prix automobile de Grande-Bretagne le 5 juillet 2023. Elle est limitée à 300 exemplaires

#### R Ultime
L'A110 R Ultime est dévoilée au Mondial de l'automobile de Paris 2024. Il s'agit d'une variante radicale de l'A110.

## Caractéristiques techniques
| Version                 | A110 Première Edition     | A110 Pure                 | A110 Légende              | A110 Légende GT           | A110 S                    | A110 S Pack Aéro          | A110 GT                   | A110 R                    | A110 R Ultime            |
| Années de production    | 2017-2018                 | 2018-2021                 | 2018-2021                 | 2021                      | 2019-2021                 | 2021—                     | 2021—                     | 2022—                     | 2024—                    |
| Production totale       | 1955 ex.                  | ?                         | ?                         | 300 ex.                   | ?                         | ?                         | ?                         | ?                         | 110 ex.                  |
| Prix de base            | 58 500 €                  | 56 700 €                  | 63 100 €                  | 71 600 €                  | 66 500 €                  | 77 500 €                  | 76 000 €                  | 113 000 €                 | 265 000 €                |
| Type de production      | Voiture de Série          | Voiture de Série          | Voiture de Série          | Voiture de Série          | Voiture de Série          | Voiture de Série          | Voiture de Série          | Voiture de Série          | Voiture de Série         |
| Classe                  | Sportive                  | Sportive                  | Sportive                  | Sportive                  | Sportive                  | Sportive                  | Sportive                  | Sportive                  | Sportive                 |
| Énergie                 | Essence                   | Essence                   | Essence                   | Essence                   | Essence                   | Essence                   | Essence                   | Essence                   | Essence                  |
| Moteur(s)               | R4 1.8 L Turbo            | R4 1.8 L Turbo            | R4 1.8 L Turbo            | R4 1.8 L Turbo            | R4 1.8 L Turbo            | R4 1.8 L Turbo            | R4 1.8 L Turbo            | R4 1.8 L Turbo            | R4 1.8 L Turbo           |
| Position du moteur      | Centrale arrière          | Centrale arrière          | Centrale arrière          | Centrale arrière          | Centrale arrière          | Centrale arrière          | Centrale arrière          | Centrale arrière          | Centrale arrière         |
| Puissance Maximale      | 252 ch                    | 252 ch                    | 252 ch                    | 292 ch                    | 292 ch                    | 300 ch                    | 300 ch                    | 300 ch                    | 345 ch                   |
| Couple Maximal          | 320 Nm                    | 320 Nm                    | 320 Nm                    | 320 Nm                    | 320 Nm                    | 340 Nm                    | 340 Nm                    | 340 Nm                    | 420 Nm                   |
| Transmission            | Propulsion                | Propulsion                | Propulsion                | Propulsion                | Propulsion                | Propulsion                | Propulsion                | Propulsion                | Propulsion               |
| Boîte de vitesses       | Automatique à 7 rapports  | Automatique à 7 rapports  | Automatique à 7 rapports  | Automatique à 7 rapports  | Automatique à 7 rapports  | Automatique à 7 rapports  | Automatique à 7 rapports  | Automatique à 7 rapports  | Automatique à 7 rapports |
| Vitesse maximale        | 250 km/h                  | 250 km/h                  | 250 km/h                  | 260 km/h                  | 260 km/h                  | 275 km/h                  | 260 km/h                  | 285 km/h                  | 285 km/h                 |
| 0 à 100 km/h            | 4,5 s                     | 4,5 s                     | 4,5 s                     | 4,4 s                     | 4,4 s                     | 4,2 s                     | 4,2 s                     | 3,9 s                     | 3,8 s                    |
| 0 à 200 km/h            | ?                         | ?                         | ?                         | ?                         | ?                         | ?                         | ?                         | ?                         | ?                        |
| Consommation mixte      | 6,1 L/100 km              | 6,4 L/100 km              | 6,4 L/100 km              | 6,8 L/100 km              | 6,5 L/100 km              | 6,8-7,0 L/100 km          | 6,8-7,0 L/100 km          | 6,7-7,0 L/100 km          | ?                        |
| Emission de CO2         | 138 g/km                  | 144 g/km                  | 144 g/km                  | 153 g/km                  | 146 g/km                  | 153-160 g/km              | 153-160 g/km              | 152 g/km                  | ?                        |
| Rapport poids/puissance | 4,38 kg/ch                | 4,36 kg/ch                | 4,46 kg/ch                | 3,85 kg/ch                | 3,82 kg/ch                | 3,70 kg/ch                | 3,73 kg/ch                | 3,61 kg/ch                | 3,16 kg/ch               |
| Carrosserie             | Coupé 2 portes (2 places) | Coupé 2 portes (2 places) | Coupé 2 portes (2 places) | Coupé 2 portes (2 places) | Coupé 2 portes (2 places) | Coupé 2 portes (2 places) | Coupé 2 portes (2 places) | Coupé 2 portes (2 places) |                          |
| Portières               | classiques                | classiques                | classiques                | classiques                | classiques                | classiques                | classiques                | classiques                |                          |
| Masse à vide            | 1103 kg                   | 1098 kg                   | 1123 kg                   | 1123 kg                   | 1114 kg                   | 1109 kg                   | 1119 kg                   | 1082 kg                   | 1090 kg                  |

### Châssis et carrosserie

#### Teintes de carrosserie
La palette de teintes de carrosserie passe de trois à six couleurs :
- Blanc Irisé ;
- Blanc Glacier ;
- Bleu Abysse ;
- Bleu Alpine ;
- Gris Tonnerre ;
- Noir Profond.

## Compétition

### A110 Cup
L'Alpine A110 Cup est présentée le 26 octobre 2017. Elle commence sa carrière dans le cadre de l’Alpine Elf Europa Cup 2018 et elle est conçue par Signatech. La version Cup reçoit le quatre cylindres 1,8 litre TCe de 270 ch avec un poids contenu à 1 050 kg.

### A110 GT4
L'Alpine A110 GT4 est présentée au Salon de Genève en mars 2018 avant son entrée en compétition aux GT4 European Series. Elle est motorisée par le 4-cylindres 1,8 litre turbocompressé d'une puissance de 330 à 360 ch, accouplé à une boîte de vitesses séquentielle à six rapports, pour un poids de 1 080 kg.

### A110 Rally
L'Alpine A110 Rally est présentée le 5 septembre 2019 dans le cadre du Rallye Mont-Blanc Morzine.
L'A110 Rally est produite par Signatech et reprend le châssis en aluminium des Alpine A110 GT4 et Cup. Elle reçoit un arceau de sécurité homologué FIA ainsi que des sièges baquet Sabelt à harnais six points. Elle conserve le moteur 4-cylindres 1,8 litre TCe dont la puissance est portée à 300 ch.

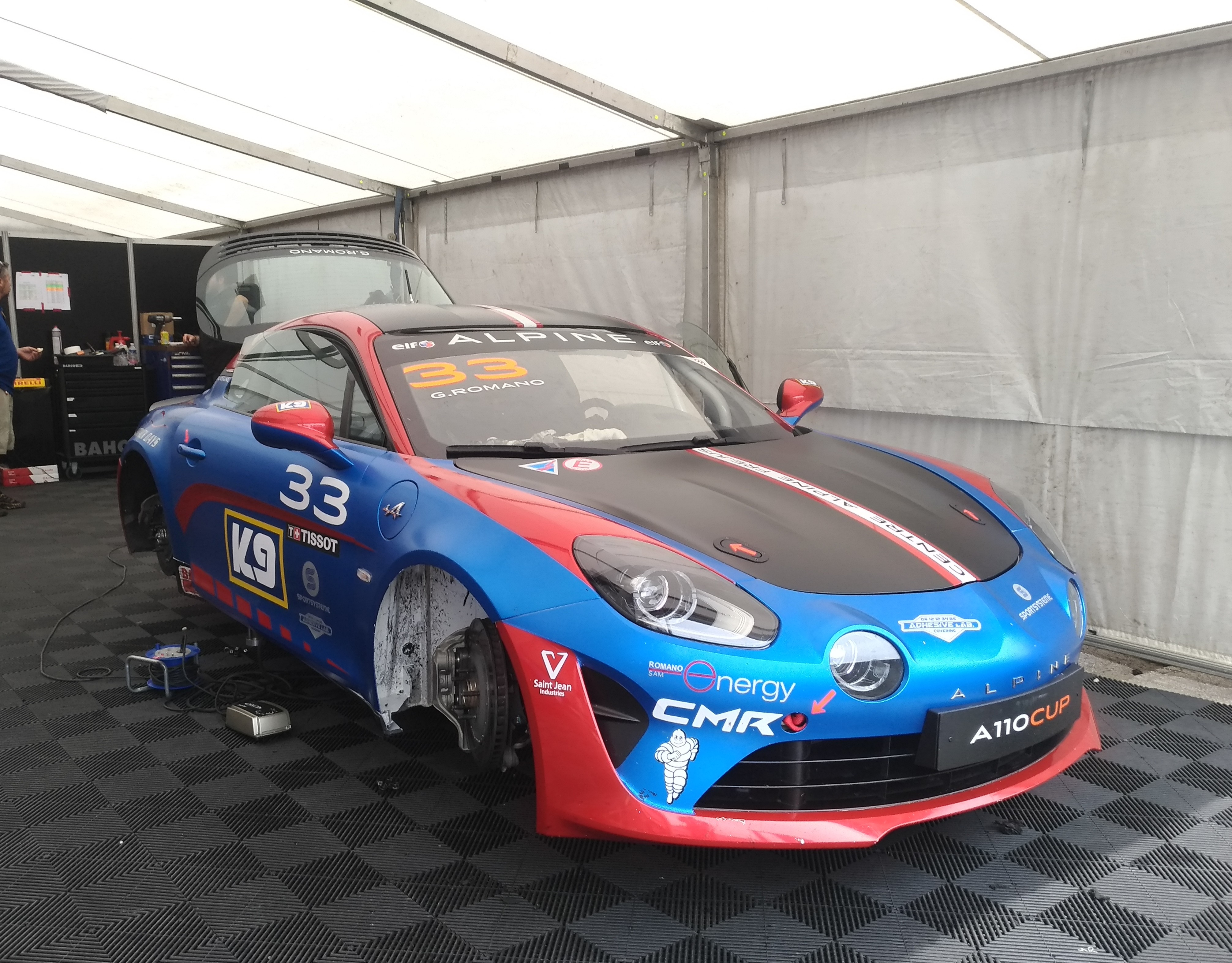
A110 Cup conduite par Grégory Romano
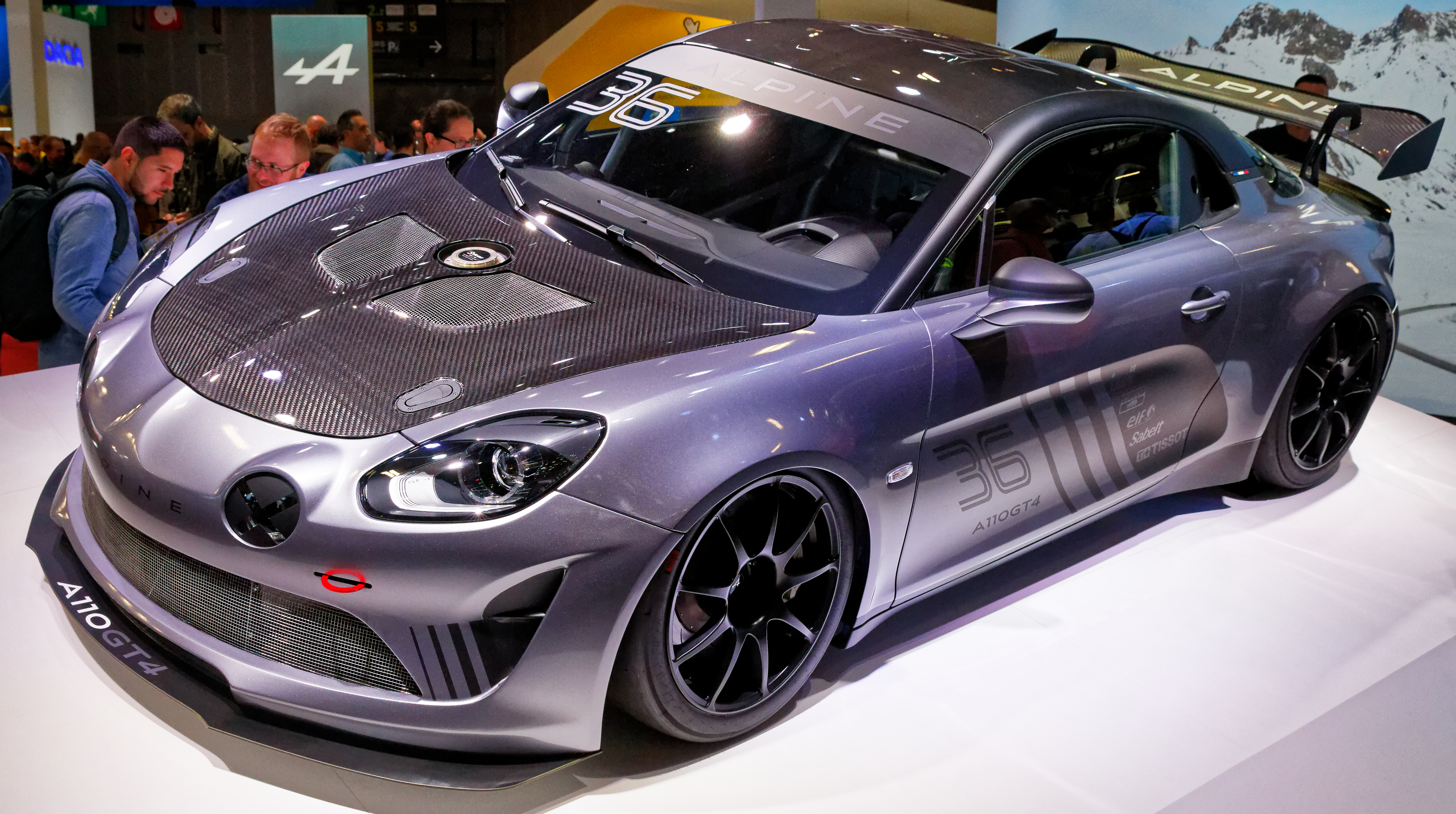
Alpine A110 GT4 en exposition au Paris Motor Show 2018.
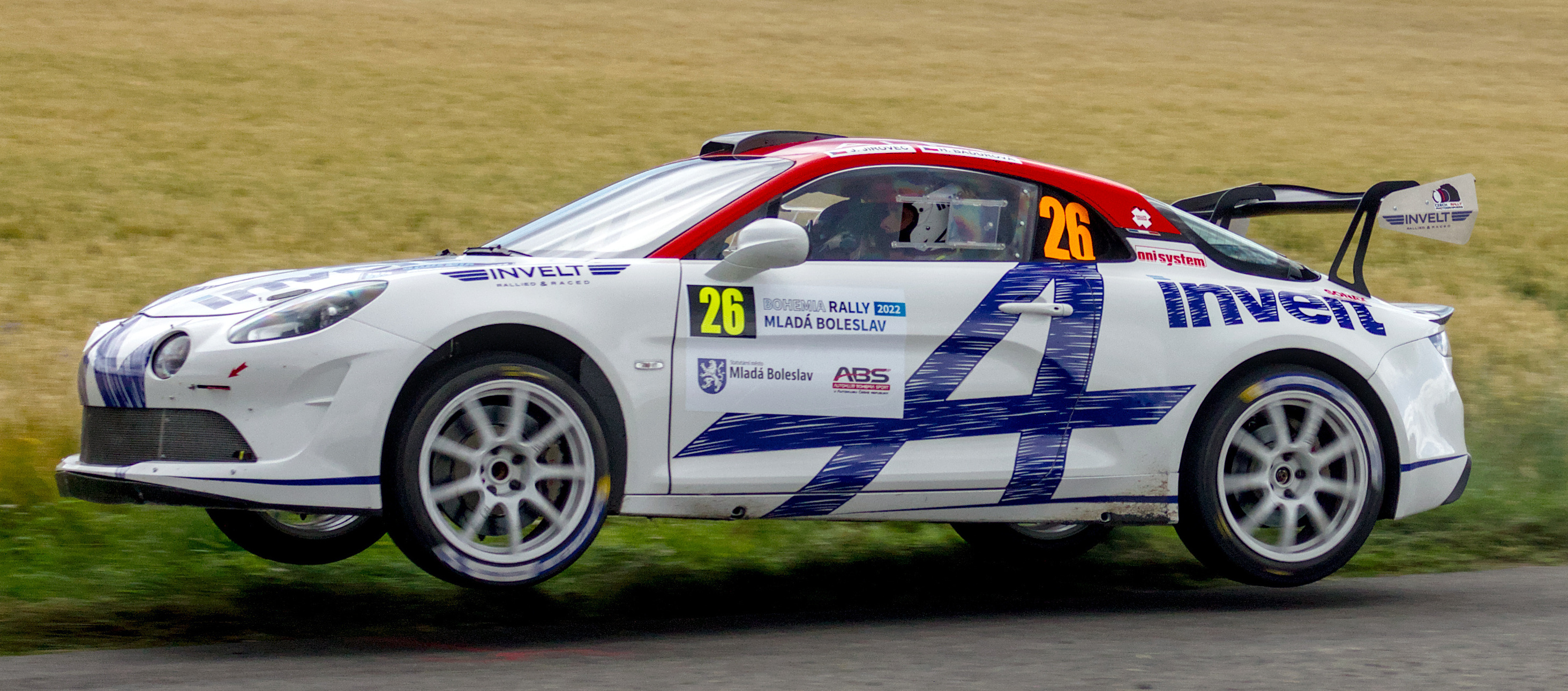
A110 R-GT au Rallye de Bohème 2022

## Production
Pour le lancement de ce modèle, Alpine ouvre trois showrooms en France : un en région parisienne, à Boulogne-Billancourt, en lieu et place d'une ancienne concession Porsche, un second à Toulouse au côté de Renault-Dacia sur l’avenue des États-Unis, et un autre ultérieurement à Dieppe, ville historique de la marque.
L'Alpine A110 est produite à Dieppe, où se situe l'usine qui fut autrefois celle d'Alpine avant d'être utilisée par Renault Sport. Elle a pour rivales l'Audi TT, l'Alfa Romeo 4C, la Lotus Evora et la Porsche 718 Cayman.
La nouvelle ligne de production de l'A110 a une capacité de production de 6 000 exemplaires par an.
Dès 2024, la production de l'A110 destinée à l'Union européenne se limite à 1 500 exemplaires par an : en effet, si le modèle ne dépasse pas ce seuil de production, il n'est pas contraint de se conformer à la norme de sécurité GSR2 qui entrera en vigueur cette année là.

### Chiffres de vente
En septembre 2019, Alpine annonce avoir produit 7 176 exemplaires de l'Alpine A110 en moins de deux ans, un chiffre supérieur à celui du premier modèle commercialisé entre 1962 et 1977. Le marché français demeure toutefois prépondérant, concentrant la majorité des ventes, tandis que les principaux marchés à l’export en 2019 sont le Japon, l’Allemagne, la Belgique, la Suisse et le Royaume-Uni.
En 2018, 2 091 exemplaires sont vendues. puis 4 835 unités en 2019.
L’année 2020, marquée par une forte contraction du marché automobile mondial (-25 %), voit les ventes de l’Alpine A110 reculer à 1 527 exemplaires (1 526 exemplaires selon d’autres sources), tandis que la production est estimée à 1 279 unités.
En 2021, 1 001 véhicules avaient été écoulés à la fin juin, ce chiffre atteignant 2 659 à la fin de l’année, pour une production de 3 003 voitures.
Les chiffres repartent à la hausse au cours des années suivantes, avec une production de 3 782 unités en 2022, 4 708 unités en 2023 et 4 255 unités en 2024.
En parallèle, les ventes progressent également, avec 3 546 unités vendues en 2022, 4 328 véhicules écoulés en 2023 et  4 408 en 2024.
Nombre de voitures produitesAnnée0100020003000400050002018202020222024ProductionProduction annuelle de l’Alpine A110 (version 2017)
Quoique très appréciée et demandée sur les marchés de la location et du partage, l'Alpine se vend relativement mal. Notamment, à mi-2021, « avec 70 % du chiffre d’affaires réalisé en France, l’emblème sportif de Renault reste, en effet, trop franco-français. Or les leviers de croissance se situent sur les marchés asiatiques, dont la Chine au premier rang, friande de voitures de luxe. » L'ouverture d'un grand nombre de concessions, l'élargissement de la gamme et l'image apportée par la compétition devraient regonfler les ventes. Mais celles-ci devraient rester modestes car la marque privilégie désormais la marge aux volumes.
Fin juin 2021, l’Alpine A110 passe le cap des 10 000 exemplaires produits et le 13 décembre 2023, elle passe le seuil des 20 000 modèles produits. Le 20 000ème exemplaire est une A110 R Le Mans dans sa livrée blanche et bleue produite à seulement 100 unités pour célébrer le 100e anniversaire de la mythique course d’endurance des 24H du Mans.

## Concept cars et prototypes
- L'Alpine Vision est un concept car présenté en février 2016 à Monaco qui annonce directement l'Alpine A110[43]. Le design reprend certains éléments caractéristiques de l'Alpine A110 tels que les feux additionnels à l'avant, le capot plongeant, les plis de carrosserie au niveau du capot et des portières, la lunette arrière concave. La couleur blanche du concept, en référence aux cols alpins, permet de mieux faire ressortir le design du véhicule. À l'intérieur, l'ambiance est sportive. Pour la partie technique, Alpine annonce officiellement que la voiture de série fera le 0 à 100 km/h en 4,5 s.

- L'Alpine A110 SportsX est un concept car, basé sur une A110 Pure, présenté à la 35e édition du Festival automobile international en janvier 2020[44]. L'A110 SportsX possède une garde au sol rehaussée de 60 mm et des voies élargies de 80 mm. Revêtue d'une teinte blanche, elle adopte une grande entrée d’air sur son capot noir et un bouclier avant spécifique.

- L'Alpine A110 E-ternité est un prototype d'A110 à motorisation électrique présenté le 24 juillet 2022 à l'occasion du Grand Prix de France de Formule 1 2022[45]. Elle est dotée d'un moteur électrique de 178 kW (242 ch) et 300 N m de couple, accouplé à une boîte double embrayage à deux rapports. Le moteur est alimenté par une batterie lithium-ion d'une capacité de 60 kWh provenant de la Renault Mégane E-Tech Electric[46].

## Notoriété
- James May, journaliste automobile célèbre pour Top Gear et The Grand Tour, a décidé d'acheter une Alpine A110 après son essai dans l'émission[47].

- Elle sera utilisée par les ERI de la Gendarmerie nationale en 2022 en tant que véhicule d'intervention. 26 exemplaires ont été commandés au total[48].

### Récompenses
L’Alpine A110 a reçu de nombreuses distinctions, aussi bien sur la scène internationale que dans plusieurs pays.

#### Distinctions internationales
1. Plus belle voiture de l’année 2017 lors du 33e Festival Automobile International, organisé aux Invalides à Paris[49].
2. Seconde place de l’élection de la Voiture de l’Année 2019, après avoir totalisé le même nombre de points (250) que la lauréate, la Jaguar I-Pace. Face à cette égalité parfaite au classement général, un second tour de scrutin a été organisé afin de départager les deux finalistes, attribuant finalement la victoire à la Jaguar I-Pace[50],[51].

#### Récompenses en France
1. Quatre récompenses lors des Automobile Awards 2022.
2. Titre de « Voiture iconique » décerné par Auto Moto.

#### Récompenses en Allemagne
1. Élue « Meilleure voiture 2021 » par le magazine Auto, Motor und Sport.

#### Récompenses au Royaume-Uni
1. Récompensée à plusieurs reprises par les Trophées What Car? : élue « Voiture de sport de l’année » en 2019 et 2020[52], puis désignée « Voiture de sport au meilleur rapport qualité-prix » (« Best Value Sports Car ») lors de l’édition 2024[53].
2. Prix « Performance Car of the Year » décerné par le magazine BBC TopGear en 2018.